# Euoplos variabilis flavomaculata
Euoplos variabilis là một phân loài nhện trong họ Idiopidae.
Loài này thuộc chi Euoplos. Euoplos variabilis flavomaculata được William Joseph Rainbow & Pulleine miêu tả năm 1918.